# فستان حفلة
فستان حفلة هو الرداء الأكثر شهرة بين ملابس النساء المخصص للمناسبات الاجتماعية. وفقا لقواعد الاتيكيت؛ لا يجب ارتداء فساتين الحفلات مالم يتم ذكر ذلك في الدعوة. تقليديا يكون الثوب عبارة عن فستان كامل يصل طوله إلى الكاحل، ويصنع من أقمشة فاخرة. عادة ما يكون الفستان بدون أكمام. يقرن ارتداء فستان الحفلة بالقبعات ،المعاطف، المجوهرات الثمينة، القفازات الطويلة. عادة ما يتم ارتداء أحذية الرقص والحقائب المسائية مع الفستان.